# Departament Lago Buenos Aires
El departament Lago Buenos Aires és una de les subdivisions en les quals es divideix la província argentina de Santa Cruz. Limita a l'est amb el Departament Deseado, al sud amb Río Chico, al nord amb la província de Chubut i a l'oest amb la república de Xile.
El seu nom prové del llac homònim, llac de grans extensions compartit amb Xile. El poblament modern de la regió va arribar a començaments del segle xx, quan hi migraren famílies de ramaders provinents del nord de la Patagònia, buscant nous camps per poblar i establer-hi noves explotacions. Les primeres zones poblades foren la estancia de la Ascensión i el poblat del Nacimiento (Actual Perito Moreno, cap del departament), ja citades durant els anys 10 del segle xx.
Durant els anys 80 i 90 del segle xx, la regió va patir un procés de sobrepastura i desertificació, agreujat per l'erupció del volcà Hudson que va comportar que grans estàncies i establiments dedicats a la producció de llana i al vacum tanquessin. A partir d'aleshores la regió ha experimentat un canvi en l'economia, basant-se més en el turisme, aprofitant els atractius naturals de la regió com el Monte Zeballos, el Llac Buenos Aires, l'altiplà de Buenos Aires així com el Congost i la cova de les Mans, un dels indrets de pintures rupestres més coneguts del món, patrimoni de la Humanitat. Per protegir aquest valors historiconaturals el 2014 es creà el Parc Nacional de la Patagònia.
El principal riu del departament és el riu Deseado, que s'origina a prop de Perito Moreno i desemboca a l'Atlàntic, creuant tota la província de Santa Cruz. Altres rius importants son el Pinturas, i el Fénix Grande afluents d'aquest últim; així com els rius Zeballos i Ascensión, aquests últims afluents del llac Buenos Aires i per tant, del vessant pacífic.

## Localitats[4]
- Perito Moreno
- Los Antiguos

## Demografia
| Población | 3.080 | 3.114  | 3.897   | 3.489   | 4.975   | 6.223   | 8.750   | 11.469  |
| Variación | -     | +1,10% | +25,14% | -10,46% | +42,59% | +25,08% | +40,61% | +31,07% |